# 青弹涂鱼
青弹涂鱼（学名：Scartelaos histophorus）为虾虎鱼科青弹涂鱼属的鱼类，俗名长腰海狗。分布于印度洋北部沿岸、东至澳大利亚北部、北至中国，包括南海、台湾海峡、东海等海域，属于近岸暖水性鱼类。其多栖息于海水及半咸水中以及常匍匐于河口附近滩涂上。该物种的模式产地在恒河。